# Маркт Беролцхајм
Маркт Беролцхајм (њем. Markt Berolzheim) град је у њемачкој савезној држави Баварска. Једно је од 27 општинских средишта округа Вајсенбург-Гунценхаузен. Према процјени из 2010. у граду је живјело 1.367 становника. Посједује регионалну шифру (AGS) 9577149.

## Географски и демографски подаци
Маркт Беролцхајм се налази у савезној држави Баварска у округу Вајсенбург-Гунценхаузен. Град се налази на надморској висини од 424 метра. Површина општине износи 14,6 km². У самом граду је, према процјени из 2010. године, живјело 1.367 становника. Просјечна густина становништва износи 94 становника/km².